# Муниципальное образование город Красный Кут
Муниципальное образование город Красный Кут — городское поселение в Краснокутском районе Саратовской области Российской Федерации.
Административный центр — город Красный Кут.

## История
Статус и границы городского поселения установлены Законом Саратовской области от 27 декабря 2004 года № 104-ЗСО «О муниципальных образованиях, входящих в состав Краснокутского муниципального района».
Законом Саратовской области от 16 мая 2013 года № 85−ЗСО муниципальное образование город Красный Кут и Верхнеерусланское муниципальное образование преобразованы путём их объединения во вновь образованное муниципальное образование «Муниципальное образование город Красный Кут Краснокутского муниципального района Саратовской области» наделённое статусом городского поселения.

## Население
| 2009    | 2010    | 2011    | 2012    | 2013    | 2014    | 2015    |
| ------- | ------- | ------- | ------- | ------- | ------- | ------- |
| 14 744  | ↗15 937 | ↘15 900 | ↗15 930 | ↗15 940 | ↗17 788 | ↗17 901 |
| 2016    | 2017    | 2018    | 2019    | 2020    | 2021    |         |
| ↗18 056 | ↘18 031 | ↘17 758 | ↘17 629 | ↘17 334 | ↘17 214 |         |

## Состав городского поселения
| № | Населённый пункт | Тип населённого пункта        | Население |
| - | ---------------- | ----------------------------- | --------- |
| 1 | Верхний Еруслан  | село                          | ↗831      |
| 2 | Загородный       | посёлок                       | ↘1154     |
| 3 | Зооветтехникум   | посёлок                       | ↘367      |
| 4 | Красный Кут      | город, административный центр | ↗14 296   |
| 5 | Норки            | село                          | ↘622      |
| 6 | Семенной         | посёлок                       | ↘495      |
| 7 | Хлебный          | железнодорожный разъезд       | 0         |